# Joseph Engelmajer
Joseph Engelmajer (né le 27 novembre 1920 à Francfort-sur-le-Main (Allemagne) et mort le 30 aout 2007 à Belize City), dit Lucien Engelmajer, est le fondateur de l'association Le Patriarche destinée à la rééducation des toxicomanes, très populaire dans les années 1970-1980 et qui a par la suite été suspectée d'être un mouvement sectaire avec des méthodes condamnables.

## Biographie
Selon les informations biographiques données par Joseph Engelmajer, son père Israël Engelmayer - avec un Y - est un ouvrier typographe polonais ayant fui les pogroms avec sa famille (Makta Vrodania Hanna Engelmajer - avec un J, sa femme et Alice, une petite fille de deux ans). Juif ashkénaze hassidique, il serait issu d'une famille prestigieuse et mystique. Il pratique le polonais, le yiddish, l'allemand et le français. Le patronyme avec "J" sera celui de Joseph, de Alice et de leurs descendants.
Sa mère, Makta Vrodania Hanna, donne à Joseph une éducation religieuse destinée à faire de son fils un rabbin.
L'épisode nazi en décide autrement et, ayant grandi à Metz, il devient finalement athée, proche des idées communistes, puis membre des Jeunesses Communistes.
À dix-neuf ans, il s'engage dans l'armée française (le 3 novembre 1939 à 15 h à Poitiers, 9e région, N° du registre 55. Il en est démobilisé à Auch en 1941, espérant obtenir la nationalité française). Il est versé dans les corps francs polonais, (2e compagnie, 2e régiment polonais, 4e corps armée, où il est décoré pour avoir sauvé le commandant de son unité[réf. nécessaire]. L'ensemble de son bataillon est fait prisonnier de guerre en juin 1941, selon une carte de la Kriegsgefangenenpost daté du 21/7/41 Prisonnier n° 2000 Stalag XI A[réf. incomplète]. Il s'évade, à la suite de quoi il collabore avec des éléments du MOI.
Selon d'autres[réf. nécessaire], engagé dans l'armée française en 1939, il est fait prisonnier en mai 1940, s'évade d'Allemagne en septembre 1942, est repris et requis pour le STO, s'évade à nouveau et se cache dans la Vienne. La guerre terminée, après avoir été un des dépisteurs (avec Mlle Dadoune, et M. Feigelsen)  des orphelins israélites de la guerre , il entreprend pendant quelques mois des études à la faculté de médecine de Toulouse.
Il rencontre sa première femme, Gabrielle Vieux, à Clermont-Ferrand lors d'un bombardement allié.
En 1946, il fonde une famille à Toulouse et travaille d'abord comme vendeur, représentant, placier (VRP). Dans les années 1950, il crée avec sa femme un commerce sous forme de brocante, « Les Meubles Lucien », qui deviendra « Les Dépôts Lucien ». En 1966, il divorce d'avec Gabrielle Vieux, dont il a eu six enfants : Pascal, Chantal, Bénédicte, Dominique, Benjamin et Emmanuel.
Il épouse alors Renée Yuféra, une jeune comédienne. Il abandonne commerce et enfants pour créer à Thil, dans la Haute-Garonne, une communauté basée sur la poésie intitulée Le Patriarche, en raison de son apparence de gourou patriarche. Des artistes fréquentent son « salon »: Mouloudji, Armand Gatti, etc.
Il a ensuite une relation avec « Réna », ancienne institutrice de Thil, qui lui donnera trois enfants: Elsa, François et Kim, qui grandiront entièrement dans l'environnement de l'association Le Patriarche.
Vingt ans plus tard, il divorce à nouveau et épouse Maria de los Desamparados (Amparo) Juan Llabres, de nationalité espagnole, dont il reconnait un fils: Alfredo Engelmajer. Amparo meurt à Genève le 7 octobre 1995 à l'âge de 46 ans.
Lucien Joseph Engelmajer, décède le 30 août 2007 à Belize, victime indirecte de l'ouragan Dean. Il est enterré à Toulouse au cimetière de Terre-Cabade

## Le développement de l'associationLe Patriarche
En 1970, Lucien-Joseph Engelmajer s'installe  au lieu-dit la Boëre à Saint-Paul-sur-Save, où, avec une douzaine de jeunes toxicomanes sans ressources, il met en place un lieu d'aide qui leur est destiné. L'association Le Patriarche est fondée le 2 mai 1974. Engelmajer en est le président-fondateur, déjà surnommé Le Patriarche depuis qu'il a fondé son club de poésie « le Groupe du Patriarche ».
Il dispose alors durant un certain temps de l'appui général de spécialistes dont celui de Gabriel Nahas connu pour son opposition à toute médication psychotrope, et ceux de Claude Olievenstein et Francis Curtet qui s'opposent ensuite aux méthodes radicales pratiquées dans des centres.
En France, les structures publiques de soins pour toxicomanes sont alors peu développées. Au fil des années, l'association va connaitre un important développement en France, puis dans le monde, avec plus de 210 centres dans dix-sept pays, en bénéficiant de financements institutionnels. Les centres français deviennent déficitaires et une grande partie des fonds utilisés d'origine et de destinations indéterminées se retrouvent entre autres en Suisse et au Luxembourg. Seul Jean-Paul Séguéla, ancien député RPR de Haute-Garonne et conseiller de Charles Pasqua au ministère de l'Intérieur pour les questions de toxicomanie jusqu'en 1995, a été inquiété.
L'association est progressivement présentée comme étant sectaire par plusieurs rapports parlementaires ainsi que par des associations anti-sectes, et les plaintes d'anciens patients se multiplient. Les soutiens aux communautés du Patriarche se raréfient progressivement. Le fondateur de l'association est accusé de malversations et violences sur des résidents. En 1998, il est contraint à la démission par le conseil d'administration. L'association abandonne alors toute référence à son créateur et prend le nom de Dianova sauf en Italie. Les responsables de Dianova se réclament d'un fonctionnement plus traditionnel et surtout plus respectueux des lois.
Fin 2006, le tribunal correctionnel de Toulouse le juge par défaut alors qu'il est en fuite au Belize. Reconnu coupable d'abus de biens sociaux et d'emploi de travailleurs clandestins, il est condamné à cinq ans de prison.
Cette philosophie de prise en charge éducative et ses dérives seront grandement dépassées quand, notamment à cause de l'impact SIDA, les politiques reposant sur la réduction de risques, entre autres avec les traitements substitutions, seront privilégiée.

## Les affaires judiciaires et l'exil
En 1998, il est contraint à la démission par le conseil d'administration avec le motif officiel « pour raisons de santé liées à son âge ». L'association compte alors un peu plus de trois cents centres en Europe, en Amérique du Nord, en Amérique Latine.
En France, un patrimoine considérable est liquidé dans la discrétion[réf. nécessaire]. Ainsi le domaine de Lamothe, près de Saint-Cézert aurait été vendu, sans enchères, au propriétaire du KL[Qui ?] pour la somme de 180 000 euros, une partie du domaine aurait été revendue pour 1 million d'euros. Des dizaines de toxicomanes sont alors mis à la rue.
La Justice commence à s'intéresser aux affaires du patriarche, celui-ci s'exile en Amérique centrale et prend en 1998 la nationalité bélizienne.
Condamné par le tribunal correctionnel de Toulouse en février 2007 à cinq ans de prison et 375 000 € d'amende dans un dossier où son association d'aide aux toxicomanes était accusée de dérives sectaires, abus de biens sociaux, emploi de travailleurs clandestins. Pour cette affaire, il était sous le coup d'un mandat d'arrêt international. Il était également visé par des plaintes traitées en procédure criminelle. Il était notamment renvoyé devant la cour d'assises par la justice toulousaine pour des affaires de viols et tentatives de viols sur des mineurs qu'il a toujours niées. Parmi les parties civiles se retrouvent d'anciens proches collaborateurs de Lucien Engelmajer ayant profité de nombreux privilèges.
Engelmajer est mort en  2007 à Belize City de complications cardiaques liées à un choc septique dû à une pneumonie, survenue lors du passage de l'ouragan Dean (à Corozal où il avait une maison). Il était soigné dans la clinique Universal Health Services Ltd. de Belize City le 30 août 2007 (certificat du Dr Jorge Hidalgo).

## Publications
- Pour les drogués : l'espoir (Ed. Stock 1982 )
- Drogues : symptomatologie, réflexions, cures (Le Pâtre-1985)
- Prière d'elle ; (Le Pâtre 1985)
- Le patriarche (Le Pâtre 1985)
- L'amour dit-on (Le Patre  1985)
- Les poèmes du Patriarche ( 6 tomes - Le Pâtre, 1986)
- L'espoir en action (Le Pâtre)
- Profession de foi (Le Pâtre)
- Le parvis de l'automne au Canada (Le Pâtre)
- Ode au printemps (Le Pâtre)
- Drogues et sida : réalités, symptomatologie, réflexions (Le Pâtre-1988)
- L'espoir au combat. L 'espoir accuse (Le Pâtre 1990)
- Graphie auto bio etc. (Le Pâtre 1993)
- Poésie, arbre de vie (Le Pâtre 1995)

## Documentaire
En 2024, sort la série documentaire Le Patriarche, par Léa Barracco et Christophe Astruc